# Gwangjeok-myeon
Gwangjeok-myeon (koreanska: 광적면) är en socken i kommunen Yangju i provinsen Gyeonggi i den nordvästra delen av Sydkorea, 29 km norr om huvudstaden Seoul.